# Кубок конфедерацій 2017
Кубок конфедерацій 2017 (англ. 2017 FIFA Confederations Cup, рос. Кубок конфедераций 2017) — десятий Кубок конфедерацій, який пройшов у Росії і став сьомим футбольним турніром серед національних збірних, що проводяться під егідою ФІФА.
У Кубку конфедерацій брали участь переможці кожного з шести континентальних чемпіонатів, проведених відповідними конфедераціями (КАФ, КОНМЕБОЛ, УЄФА, АФК, ОФК, КОНКАКАФ), переможець чемпіонату світу і команда країни, в якій проводиться чемпіонат світу.

## Учасники
| Збірна        | Конфедерація | Кваліфікована як                         | Дата кваліфікації | Потраплянь |
| ------------- | ------------ | ---------------------------------------- | ----------------- | ---------- |
| Росія         | УЄФА         | Господар чемпіонату світу 2018           | 2 грудня 2010     | 1-й раз    |
| Німеччина     | УЄФА         | Переможець Чемпіонату світу 2014         | 13 липня 2014     | 3-й раз    |
| Мексика       | КОНКАКАФ     | Переможець Золотого кубка КОНКАКАФ 2015  | 10 жовтня 2015    | 6-й раз    |
| Чилі          | КОНМЕБОЛ     | Переможець Кубка Америки 2015            | 4 липня 2015      | 1-й раз    |
| Австралія     | АФК          | Переможець Кубка Азії 2015               | 31 січня 2015     | 4-й раз    |
| Камерун       | КАФ          | Переможець Кубка африканських націй 2017 | 5 лютого 2017     | 3-й раз    |
| Португалія    | УЄФА         | Переможець Чемпіонату Європи 2016        | 10 липня 2016     | 1-й раз    |
| Нова Зеландія | ОФК          | Переможець Кубка націй ОФК 2016          | 11 червня 2016    | 3-й раз    |

## Міста і стадіони
| Росія             | Росія                                          | Росія             |
| Москва            | Відкриття Арена Крестовський Казань Арена Фішт | Санкт-Петербург   |
| ----------------- | ---------------------------------------------- | ----------------- |
| Відкриття-Арена   | Відкриття Арена Крестовський Казань Арена Фішт | Крестовський      |
| Місткість: 44 000 | Відкриття Арена Крестовський Казань Арена Фішт | Місткість: 69 501 |
|                   | Відкриття Арена Крестовський Казань Арена Фішт |                   |
| Сочі              | Відкриття Арена Крестовський Казань Арена Фішт | Казань            |
| Фішт              | Відкриття Арена Крестовський Казань Арена Фішт | Казань-Арена      |
| Місткість: 47 659 | Відкриття Арена Крестовський Казань Арена Фішт | Місткість: 45 105 |
|                   | Відкриття Арена Крестовський Казань Арена Фішт |                   |

## Груповий етап

### Група A
| Команда       | І | В | Н | П | ЗМ | ПМ | РМ | О |
| ------------- | - | - | - | - | -- | -- | -- | - |
| Португалія    | 3 | 2 | 1 | 0 | 7  | 2  | +5 | 7 |
| Мексика       | 3 | 2 | 1 | 0 | 6  | 4  | +2 | 7 |
| Росія         | 3 | 1 | 0 | 2 | 3  | 3  | 0  | 3 |
| Нова Зеландія | 3 | 0 | 0 | 3 | 1  | 8  | −7 | 0 |

| 17 червня 2017 18:00 |

| Росія                       | 2 – 0           | Нова Зеландія |
| --------------------------- | --------------- | ------------- |
| Боксолл 31' (аг) Смолов 69' | Протокол(англ.) |               |

| Крестовський, Санкт-Петербург Глядачів: 50 251 Арбітр: Вільмар Ролдан (Колумбія) |

| 18 червня 2017 18:00 |

| Португалія              | 2 – 2           | Мексика                   |
| ----------------------- | --------------- | ------------------------- |
| Куарежма 34' Седрік 86' | Протокол(англ.) | Ернандес 42' Морено 90+1' |

| Казань-Арена, Казань Глядачів: 34 372 Арбітр: Нестор Пітана (Аргентина) |

| 21 червня 2017 18:00 |

| Росія | 0 – 1           | Португалія |
| ----- | --------------- | ---------- |
|       | Протокол(англ.) | Роналду 8' |

| Відкриття-Арена, Москва Глядачів: 42 759 Арбітр: Джанлука Роккі (Італія) |

| 21 червня 2017 21:00 |

| Мексика                  | 2 – 1           | Нова Зеландія |
| ------------------------ | --------------- | ------------- |
| Хіменес 54' Перальта 72' | Протокол(англ.) | Вуд 42'       |

| Фішт, Сочі Глядачів: 25 133 Арбітр: Бакарі Гассама (Гамбія) |

| 24 червня 2017 18:00 |

| Мексика               | 2 – 1           | Росія       |
| --------------------- | --------------- | ----------- |
| Араухо 30' Лосано 52' | Протокол(англ.) | Самедов 25' |

| Казань-Арена, Казань Глядачів: 41 585 Арбітр: Фахад Аль-Мірдасі (Саудівська Аравія) |

| 24 червня 2017 18:00 |

| Нова Зеландія | 0 – 4           | Португалія                                              |
| ------------- | --------------- | ------------------------------------------------------- |
|               | Протокол(англ.) | Роналду 33' (пен.) Б. Сілва 37' А. Сілва 80' Нані 90+1' |

| Крестовський, Санкт-Петербург Глядачів: 56 290 Арбітр: Марк Гейгер (США) |

### Група B
| Команда   | І | В | Н | П | ЗМ | ПМ | РМ | О |
| --------- | - | - | - | - | -- | -- | -- | - |
| Німеччина | 3 | 2 | 1 | 0 | 7  | 4  | +3 | 7 |
| Чилі      | 3 | 1 | 2 | 0 | 4  | 2  | +2 | 5 |
| Австралія | 3 | 0 | 2 | 1 | 4  | 5  | −1 | 2 |
| Камерун   | 3 | 0 | 1 | 2 | 2  | 6  | −4 | 1 |

| 18 червня 2017 21:00 |

| Камерун | 0 – 2           | Чилі                    |
| ------- | --------------- | ----------------------- |
|         | Протокол(англ.) | Відаль 81' Варгас 90+1' |

| Відкриття-Арена, Москва Глядачів: 33 492 Арбітр: Дамир Скомина (Словенія) |

| 19 червня 2017 18:00 |

| Австралія          | 2 – 3           | Німеччина                                  |
| ------------------ | --------------- | ------------------------------------------ |
| Рогич 41' Юріч 56' | Протокол(англ.) | Штіндль 5' Дракслер 44' (пен.) Горецка 48' |

| Фішт, Сочі Глядачів: 28 605 Арбітр: Марк Гейгер (США) |

| 22 червня 2017 18:00 |

| Камерун             | 1 – 1           | Австралія           |
| ------------------- | --------------- | ------------------- |
| Замбо-Ангісса 45+1' | Протокол(англ.) | Мілліган 60' (пен.) |

| Крестовський, Санкт-Петербург Глядачів: 35 021 Арбітр: Милорад Мажич (Сербія) |

| 22 червня 2017 21:00 |

| Німеччина   | 1 – 1           | Чилі      |
| ----------- | --------------- | --------- |
| Штіндль 41' | Протокол(англ.) | Санчес 6' |

| Казань-Арена, Казань Глядачів: 38 222 Арбітр: Аліреза Фагані (Іран) |

| 25 червня 2017 18:00 |

| Німеччина                    | 3 – 1           | Камерун      |
| ---------------------------- | --------------- | ------------ |
| Демірбай 48' Вернер 66', 81' | Протокол(англ.) | Абубакар 78' |

| Фішт, Сочі Глядачів: 30 230 Арбітр: Вільмар Ролдан (Колумбія) |

| 25 червня 2017 18:00 |

| Чилі         | 1 – 1           | Австралія  |
| ------------ | --------------- | ---------- |
| Родрігес 67' | Протокол(англ.) | Троїсі 42' |

| Відкриття-Арена, Москва Глядачів: 33 639 Арбітр: Джанлука Роккі (Італія) |

## Плей-оф
|  | Півфінали          | Півфінали |                           |   | Фінал | Фінал |
|  |                    |           |                           |   |       |       |
|  | 28 червня — Казань |           |                           |   |       |       |
|  |                    |           |                           |   |       |       |
|  | Португалія         | 0 (0)     |                           |   |       |       |
|  | Португалія         | 0 (0)     | 2 липня — Санкт-Петербург |   |       |       |
|  | Чилі               | 0 (3)     |                           |   |       |       |
|  | Чилі               | 0 (3)     | Чилі                      | 0 |       |       |
|  | 29 червня — Сочі   |           | Чилі                      | 0 |       |       |
|  |                    | Німеччина | 1                         |   |       |       |
|  | Німеччина          | Німеччина | 1                         | 4 |       |       |
|  | Німеччина          |           |                           | 4 |       |       |
|  | Мексика            | 1         |                           |   |       |       |
|  | Мексика            | 1         | Третє місце               |   |       |       |
|  |                    |           |                           |   |       |       |
|  | 2 липня — Москва   |           |                           |   |       |       |
|  |                    |           |                           |   |       |       |
|  | Португалія         | 2         |                           |   |       |       |
|  | Португалія         | 2         |                           |   |       |       |
|  | Мексика            | 1         |                           |   |       |       |

### Півфінали
| 28 червня 2017 21:00 |

| Португалія | 0 – 0 (дч)      | Чилі |
| ---------- | --------------- | ---- |
|            | Протокол(англ.) |      |

| Казань-Арена, Казань Глядачів: 40 855 Арбітр: Аліреза Фагані (Іран) |

|                            |       | Пенальті                  |  |
| Куарежма · Моутінью · Нані | 0 – 3 | Відаль · Арангіс · Санчес |  |

| 29 червня 2017 21:00 |

| Німеччина                            | 4 – 1           | Мексика    |
| ------------------------------------ | --------------- | ---------- |
| Горецка 6', 8' Вернер 59' Юнес 90+1' | Протокол(англ.) | Фабіан 89' |

| Фішт, Сочі Глядачів: 37 923 Арбітр: Нестор Пітана (Аргентина) |

### Матч за 3-тє місце
| 2 липня 2017 15:00 |

| Португалія                   | 2 – 1 (дч)      | Мексика       |
| ---------------------------- | --------------- | ------------- |
| Пепе 90+1' Сілва 104' (пен.) | Протокол(англ.) | Нету 54' (аг) |

| Відкриття-Арена, Москва Глядачів: 42,659 Арбітр: Фахад Аль-Мірдасі (Саудівська Аравія) |

### Фінал
| 2 липня 2017 21:00 МСК |

| Чилі | 0 – 1           | Німеччина   |
| ---- | --------------- | ----------- |
|      | Протокол(англ.) | Штіндль 20' |

| Крестовський, Санкт-Петербург Глядачів: 57 268 Арбітр: Милорад Мажич (Сербія) |

## Нагороди
Нагородження відбулось після фінального матчу.
| Золотий м'яч       | Срібний м'яч      | Бронзовий м'яч    |
| ------------------ | ----------------- | ----------------- |
| Юліан Дракслер     | Алексіс Санчес    | Леон Горецка      |
| Золотий бутс       | Срібний бутс      | Срібний бутс      |
| Тімо Вернер        | Леон Горецка      | Ларс Штіндль      |
| 3 голи, 2 передачі | 3 голи, 0 передач | 3 голи, 0 передач |
| Золоті рукавички   |                   |                   |
| Клаудіо Браво      |                   |                   |
| Трофей Фейр-плей   |                   |                   |
| Німеччина          |                   |                   |

## Бомбардири
3 голи
- Тімо Вернер
- Леон Горецка
- Ларс Штіндль

2 голи
- Кріштіану Роналду

1 гол
- Томі Юріч
- Марк Мілліган
- Том Рогич
- Джеймс Троїсі
- Венсан Абубакар
- Андре-Франк Замбо-Ангісса
- Мартін Родрігес
- Алексіс Санчес
- Едуардо Варгас
- Артуро Відаль
- Керем Демірбай
- Юліан Дракслер
- Амін Юнес
- Нестор Араухо
- Марко Фабіан
- Хав'єр Ернандес
- Рауль Хіменес
- Ірвінг Лосано
- Ектор Морено
- Орібе Перальта
- Кріс Вуд
- Адріен Сілва
- Седрік
- Нані
- Пепе
- Рікарду Куарежма
- Андре Сілва
- Бернардо Сілва
- Олександр Самедов
- Федір Смолов

1 автогол
- Майкл Боксолл (проти Росії)
- Луїш Нету (проти Мексики)

Джерело: ФІФА

## Призові
Національні збірні, які брали участь у змаганні отримали призові гроші від ФІФА. Сума призових залежала від місця, яке зайняла команда.
| Стадія турніру      | Позиція команди           | Призові (в доларах США) |
| ------------------- | ------------------------- | ----------------------- |
| Фінал               | Переможець                | $5,000,000              |
| Фінал               | Фіналіст                  | $4,500,000              |
| Матч за третє місце | Третє місце               | $3,500,000              |
| Матч за третє місце | Четверте місце            | $3,000,000              |
| Групова стадія      | З п'ятого по восьме місця | $2,000,000              |

## Спонсори
| Партнери ФІФА | Спонсори чемпіонату світу                            | Європейський спонсор |
| --- | ---------------------------------------------------- | -------------------- |
| \| - Adidas[4] - Coca-Cola[5] - Газпром[6] - Hyundai–Kia[7] \| - Qatar Airways[8] - VISA[9] - Wanda Group[10] \| | - Anheuser-Busch InBev - Hisense - McDonald's - Vivo | - Alfa-Bank          |
| - Adidas - Coca-Cola - Газпром - Hyundai–Kia                                                                     | - Qatar Airways - VISA - Wanda Group                 |                      |